# Tatort: Endstation
Endstation ist eine Folge der ARD-Krimireihe Tatort. Die vom Sender Freies Berlin (SFB) produzierte Episode wurde erstmals am 12. März 1995 in der ARD ausgestrahlt. Es handelt sich um den achten und letzten Tatort mit Kriminalhauptkommissar Franz Markowitz, der es diesmal mit einem verzweifelten Familienvater zu tun hat, der ihn als Geisel nimmt.

## Handlung
Der verzweifelte Harald Schäfer sucht Dr. Gregor Hoffmann, den Scheidungsanwalt seiner von ihm getrennt lebenden Frau Bettina, auf. Er bedroht diesen mit einer Waffe und verlangt, dass dieser den Scheidungsantrag seiner Frau zurücknehme, sonst würde dies schlimme Konsequenzen haben. Dr. Hoffmann sucht später seinen Bekannten, den kurz vor der Pensionierung stehenden Kriminalhauptkommissar Franz Markowitz, auf, und erzählt ihm von dem Vorfall. Schäfer tut ihm leid, daher hat er von einer Anzeige abgesehen und bittet Markowitz, mal mit Harald Schäfer zu reden, was Markowitz ihm zusagt. Als Markowitz und sein neuer Assistent Kraft bei Schäfer auftauchen und Markowitz versucht, Schäfer klarzumachen, dass er nur inoffiziell mit ihm reden will, zieht dieser seine Waffe. Er zwingt seinen neuen Bekannten Bernd Giese, Kraft zu entwaffnen und Markowitz an einen Heizkörper zu ketten, dann wirft er Kraft und Giese aus der Wohnung und verschanzt sich mit Markowitz. Kriminaldirektor Schulze lässt die Straße vor Schäfers Haus absperren und lässt Dr. Hoffmann herbeirufen, um sich ein Bild vom Geiselnehmer zu machen. Schäfer formuliert unterdessen Markowitz gegenüber seine Forderung, Dr. Hoffmann soll die Scheidungsklage zurückziehen und Bettina und den gemeinsamen Sohn Markus dazu bewegen, in die eheliche Wohnung zurückzukehren. Dr. Hoffmann schildert unterdessen Schulze und Kraft gegenüber den Vorfall vom Morgen in seiner Kanzlei und dass er Schäfer für unberechenbar hält.
Schulze gelingt es, telefonischen Kontakt herzustellen, Markowitz übermittelt Schäfers Forderungen, Schulze und Dr. Hoffmann erörtern die Handlungsmöglichkeiten. Markowitz versucht, Schäfer seine Situation klarzumachen und ihn zur Aufgabe zu überreden, doch Schäfer ist vom Gelingen seines Vorhabens überzeugt und trinkt sich Mut an. Er gesteht Markowitz, dass ihm vor kurzem gekündigt wurde und nun nichts mehr zu verlieren habe. Bettina und Markus Schäfer treffen unterdessen vor der Wohnung ein, Bettina erklärt sich bereit, mit ihrem Mann zu reden, ihren Sohn lässt sie allerdings bei ihrem neuen Lebensgefährten Beckhaus in Polizeiobhut. Bettina geht zu ihrem Mann hoch in die Wohnung, Harald beschwört sie, Beckhaus zu verlassen und mit Markus zu ihm zurückzukehren, Bettina bittet ihn, Markowitz freizulassen. Als Harald weiter auf sie einredet, fragt Bettina Markowitz, was sie tun soll, Markowitz rät ihr, dass zu tun, was sie für richtig halte. Bettina sagt Harald daraufhin, dass sie nicht zu ihm zurückkehren wird und verlässt die Wohnung, der verzweifelte Harald schießt auf die Wohnungstür, doch verfehlt Bettina, die von Beamten in Sicherheit gebracht wird. Harald legt daraufhin auf Markowitz an, doch ist sein Magazin leer. Als Harald zusammenbricht, kann Markowitz ihn überreden, ihn loszuketten, Markowitz kettet daraufhin den verstörten Harald an und ruft seine Kollegen herauf in die Wohnung. Als Harald Schäfer kurz darauf abgeführt wird, stürzt er sich die Treppe hinunter und kommt ums Leben.

## Rezeption

### Einschaltquoten
Endstation erreichte bei seiner Erstausstrahlung am 12. März 1995 insgesamt 7,64 Mio. Zuschauer, was einem Marktanteil von 22,09 % entsprach.

### Kritiken
TV Spielfilm urteilte positiv und meinte, die „ebenso bittere wie glaubwürdig erzählte Familientragödie“ schildere „das ganz alltägliche Grauen als Krimi“.